# Laupheim
Laupheim é uma cidade da Alemanha, no distrito de Biberach, na região administrativa de Tubinga, estado de Baden-Württemberg. Está localizada a 20 quilômetros ao sul de Ulm.

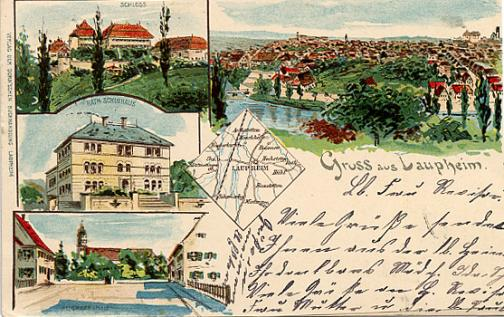
Laupheim em 1915